# Asienspiele 2022/Squash
Bei den Asienspielen 2022 in Hangzhou in der Volksrepublik China fanden vom 26. September bis 5. Oktober 2023 im Squash fünf Wettbewerbe statt. Austragungsort war das Hangzhou Olympic Sports Centre.
Erfolgreichste Nationen waren die Mannschaften Malaysias und Indiens, deren Spieler drei bzw. zwei Goldmedaillen gewannen. Die Malaysier Eain Yow Ng und Sivasangari Subramaniam sicherten sich jeweils die Goldmedaille in den Einzelwettbewerben und auch die malaysische Damenmannschaft gewann ihre Konkurrenz. Im Mannschaftswettbewerb der Herren setzte sich die indische Mannschaft durch, während im Mixed die topgesetzten Dipika Pallikal und Harinder Pal Sandhu siegreich waren.

## Wettbewerbe und Zeitplan
Insgesamt fünf Wettbewerbe wurden im Rahmen der Spiele im Squashsport ausgetragen. Dazu zählten die jeweiligen Einzelkonkurrenzen sowie je ein Mannschaftswettbewerb der Damen und Herren und erstmals auch ein Mixed-Doppel. Die Mannschaftswettbewerbe fanden vom 26. bis 30. September statt, die Wettbewerbe im Einzel und das Mixed-Doppel vom 1. bis 5. Oktober.
| G | Gruppenphase | 1R | Erste Runde | ⅛ | Achtelfinale | ¼ | Viertelfinale | ½ | Halbfinale | F | Finale |

| Datum → Wettbewerb ↓ | Di. 26. | Di. 26. | Mi. 27. | Mi. 27. | Do. 28. | Do. 28. | Fr. 29. | Fr. 29. | Sa. 30. | Sa. 30. | So. 1. | So. 1. | Mo. 2. | Mo. 2. | Di. 3. | Di. 3. | Mi. 4. | Mi. 4. | Do. 5. | Do. 5. |
| -------------------- | ------- | ------- | ------- | ------- | ------- | ------- | ------- | ------- | ------- | ------- | ------ | ------ | ------ | ------ | ------ | ------ | ------ | ------ | ------ | ------ |
| Herreneinzel         |         |         |         |         |         |         |         |         |         |         | 1R     | 1R     | ⅛      | ⅛      | ¼      | ¼      | ½      | ½      | F      | F      |
| Herrenmannschaft     | G       | G       | G       | G       | G       | G       | ½       | ½       | F       | F       |        |        |        |        |        |        |        |        |        |        |
| Dameneinzel          |         |         |         |         |         |         |         |         |         |         | 1R     | 1R     | ⅛      | ⅛      | ¼      | ¼      | ½      | ½      | F      | F      |
| Damenmannschaft      | G       | G       | G       | G       | G       | G       | ½       | ½       | F       | F       |        |        |        |        |        |        |        |        |        |        |
| Mixed                |         |         |         |         |         |         |         |         |         |         | G      | G      | G      | G      | G      | ¼      | ½      | ½      | F      | F      |

## Bilanz

### Medaillenspiegel
| Platz  | Land     | Gold | Silber | Bronze | Gesamt |
| ------ | -------- | ---- | ------ | ------ | ------ |
| 1      | Malaysia | 3    | 1      | 1      | 5      |
| 2      | Indien   | 2    | 1      | 2      | 5      |
| 3      | Hongkong | —    | 2      | 4      | 6      |
| 4      | Pakistan | —    | 1      | —      | 1      |
| 5      | Japan    | —    | —      | 1      | 1      |
| 5      | Katar    | —    | —      | 1      | 1      |
| 5      | Südkorea | —    | —      | 1      | 1      |
| Gesamt | Gesamt   | 5    | 5      | 10     | 20     |

### Medaillengewinner
| Disziplin        | Gold                                                                  | Silber                                                 | Bronze                                                          | Bronze                                                         |
| ---------------- | --------------------------------------------------------------------- | ------------------------------------------------------ | --------------------------------------------------------------- | -------------------------------------------------------------- |
| Herreneinzel     | Eain Yow Ng                                                           | Saurav Ghosal                                          | Abdulla Mohd Al Tamimi Henry Leung                              | Abdulla Mohd Al Tamimi Henry Leung                             |
| Dameneinzel      | Sivasangari Subramaniam                                               | Chan Sin-Yuk                                           | Tomato Ho Satomi Watanabe                                       | Tomato Ho Satomi Watanabe                                      |
| Mixed            | Dipika Pallikal Harinder Pal Sandhu                                   | Aifa Azman Mohd Syafiq Kamal                           | Anahat Singh Abhay Singh Lee Ka-Yi Wong Chi-Him                 | Anahat Singh Abhay Singh Lee Ka-Yi Wong Chi-Him                |
| Herrenmannschaft | IndienSaurav Ghosal Mahesh Mangaonkar Abhay Singh Harinder Pal Sandhu | PakistanAsim Khan Nasir Iqbal Noor Zaman Farhan Zaman  | HongkongHenry Leung Lau Tsz-Kwan Tang Ming-Hong Wong Chi-Him    | MalaysiaEain Yow Ng Addeen Idrakie Mohd Syafiq Kamal Ivan Yuen |
| Damenmannschaft  | MalaysiaSivasangari Subramaniam Rachel Arnold Aifa Azman Aira Azman   | HongkongTomato Ho Tong Tsz-Wing Chan Sin-Yuk Lee Ka-Yi | IndienJoshna Chinappa Tanvi Khanna Anahat Singh Dipika Pallikal | SüdkoreaLee Ji-hyun Heo Min-gyeong Yang Yeon-soo Eum Hwa-yeong |

## Einzel

### Herren
| Platz | Land     | Spieler                |
| ----- | -------- | ---------------------- |
| 1     | Malaysia | Eain Yow Ng            |
| 2     | Indien   | Saurav Ghosal          |
| 3     | Katar    | Abdulla Mohd Al Tamimi |
| 3     | Hongkong | Henry Leung            |
| 5     | Kuwait   | Abdullah Al Muzayen    |
| 5     | Malaysia | Addeen Idrakie         |
| 5     | Hongkong | Lau Tsz-Kwan           |
| 5     | Japan    | Ryūnosuke Tsukue       |

### Damen
| Platz | Land     | Spielerin               |
| ----- | -------- | ----------------------- |
| 1     | Malaysia | Sivasangari Subramaniam |
| 2     | Hongkong | Chan Sin-Yuk            |
| 3     | Hongkong | Tomato Ho               |
| 3     | Japan    | Satomi Watanabe         |
| 5     | Malaysia | Aira Azman              |
| 5     | Südkorea | Heo Min-gyeong          |
| 5     | Indien   | Tanvi Khanna            |
| 5     | Japan    | Akari Midorikawa        |

## Mixed
| Platz | Land        | Spieler                             |
| ----- | ----------- | ----------------------------------- |
| 1     | Indien      | Dipika Pallikal Harinder Pal Sandhu |
| 2     | Malaysia    | Aifa Azman Mohd Syafiq Kamal        |
| 3     | Indien      | Anahat Singh Abhay Singh            |
| 3     | Hongkong    | Lee Ka-Yi Wong Chi-Him              |
| 5     | Philippinen | Jemyca Aribado Robert Garcia        |
| 5     | Hongkong    | Tong Tsz-Wing Tang Ming-Hong        |
| 5     | Südkorea    | Yang Yeon-soo Lee Dong-jun          |
| 5     | Südkorea    | Yoo Jae-jin Eum Hwa-yeong           |

## Mannschaft

### Herren
| Platz | Land     | Spieler                                                         |
| ----- | -------- | --------------------------------------------------------------- |
| 1     | Indien   | Saurav Ghosal Mahesh Mangaonkar Abhay Singh Harinder Pal Sandhu |
| 2     | Pakistan | Asim Khan Nasir Iqbal Noor Zaman Farhan Zaman                   |
| 3     | Hongkong | Henry Leung Lau Tsz-Kwan Tang Ming-Hong Wong Chi-Him            |
| 3     | Malaysia | Eain Yow Ng Addeen Idrakie Mohd Syafiq Kamal Ivan Yuen          |

### Damen
| Platz | Land     | Spielerinnen                                                |
| ----- | -------- | ----------------------------------------------------------- |
| 1     | Malaysia | Sivasangari Subramaniam Rachel Arnold Aifa Azman Aira Azman |
| 2     | Hongkong | Tomato Ho Tong Tsz-Wing Chan Sin-Yuk Lee Ka-Yi              |
| 3     | Indien   | Joshna Chinappa Tanvi Khanna Anahat Singh Dipika Pallikal   |
| 3     | Südkorea | Lee Ji-hyun Heo Min-gyeong Yang Yeon-soo Eum Hwa-yeong      |